# Atelier d'Architecture Autogérée
L’atelier d’architecture autogérée (AAA) est une plate-forme collective d’exploration, d’actions et de recherche autour des mutations urbaines et des pratiques culturelles, sociales et politiques émergentes de la ville contemporaine.

## Objectifs
AAA agit par des tactiques urbaines, en favorisant la participation des habitant-e-s à l’autogestion des espaces urbains délaissés, en relativisant les contradictions et contournant les stéréotypes par des projets nomades et réversibles, en initiant des pratiques interstitielles qui explorent les potentialités des villes contemporaines (populations, mobilités, temporalités),,.

## Histoire et origines
Fondé en 2001 par les architectes franco-roumains Constantin Petcou et Doina Petrescu, l'atelier d'architecture autogérée explore et réalise des projets de design et d'architecture alternatifs, qui incluent les habitants et communautés locales.

## Prix et distinctions
- Building 4Humanity Design Competitions -  Lauréat 2018 pour R-Urban[7].
- The Innovation in Politics Awards, Catégorie "Écologie" - Lauréat 2017 pour R-Urban[8] et Catégorie "Communautés" - Finaliste 2017 pour Civic Line
- Les 100 projets pour le climat - Lauréat 2016
- Prix européen de l'espace public urbain - Finaliste 2016 pour R-Urban[9].
- Appel à projets urbains innovants "Réinventer Paris" - Finaliste 2015 pour le projet WikiVillage Factory
- Social Innovation Tournament, European Investment Bank Institute - Finaliste 2014 pour R-Urban[10].
- Prix Zumtobel Group - 1re place catégorie "recherche et initiative" - Lauréat 2012 pour R-Urban[11].
- International Public Interest Design 100 - 2012
- Curry Stone Design Prize - Lauréat 2011[12].
- Prix Grand Public des Architectures contemporaines en Métropole Parisienne - 2e place 2010. Catégorie "espace public" pour le Passage 56[13].
- Prix Européen de l'espace public urbain - Mention spéciale pour le Passage 56[14].